# Androlymnia clavata
Androlymnia clavata är en fjärilsart som beskrevs av George Francis Hampson 1910. Androlymnia clavata ingår i släktet Androlymnia och familjen nattflyn. Inga underarter finns listade i Catalogue of Life.